# Electromyrmex klebsi
Electromyrmex klebsi är en myrart som beskrevs av Wheeler 1910. Electromyrmex klebsi ingår i släktet Electromyrmex och familjen myror. Inga underarter finns listade i Catalogue of Life.